# Sinforiano
Sinforiano de Autun (Autun, siglo II - ca. 178) fue un joven cristiano, muerto como mártir. Es venerado como santo por diversas confesiones cristianas. 

## Biografía
Sinforiano era hijo del senador Fausto y de Augusta, también venerados como santos, constituyendo una de las primeras familias cristianas de Autun. Fue martirizado por no querer renunciar a su fe bajo el reinado de Marco Aurelio, hacia 180. La tradición dice que Sinforiano estudiaba en Autun y se mofó de un séquito que llevaba una estatua de Cibeles, diosa venerada en la ciudad. Detenido y encarcelado, fue llevado ante el gobernador Heraclio y condenado a muerte y decapitado fuera de la ciudad, al negarse a hacer sacrificios a los dioses paganos. Su madre estaba presente y le animó a afrontar la muerte.

## Veneración
Su cuerpo, recogido por otros cristianos, fue enterrado cerca de una fuente. Hacia 450, se erigió una basílica en el lugar del martirio, y después un monasterio que contribuyó a extender el culto; fue particularmente venerado en Tours. En la época de los merovingios, Sinforiano era un de los santos nacionales, como Dionisio de París o Privado de Mende, celebrado la vigilia de la festividad de Sinforiano, el 22 de agosto. Las reliquias son hoy una capilla de la catedral de Saint-Lazare de Autun.